# خونيكسر (قهستان)
خونیکسر (بالفارسية: خونیک‌سار) هي مستوطنة تقع في إيران في قسم قهستان الريفي. يقدر عدد سكانها بـ 1118 نسمة بحسب إحصاء 2016.